# Polygala sericea
Polygala sericea är en jungfrulinsväxtart som beskrevs av Alfred William Bennett. Polygala sericea ingår i släktet jungfrulinssläktet, och familjen jungfrulinsväxter. Inga underarter finns listade i Catalogue of Life.